# Пайза
Па́йза, или Ежо́вник хле́бный, или Япо́нское про́со (лат. Echinóchloa frumentácea) — вид травянистых растений рода Ежовник (Echinochloa) семейства Злаки, или Мятликовые (Gramineae).

## Ботаническое описание
Однолетнее растение, с хорошо развитой мочковатой корневой системой.
Стебли прямые, ветвистые у основания, 50—175 см высотой, хорошо облиственные. Листья плоские 2—4 см шириной.
Соцветия — многоколоосковые густые метёлки. Метёлка 7—25 см длиной, конусовидная, овальная, пирамидальная или яйцевидно-заострённая, с заострённой верхушкой и поочерёдно расположенными веточками. Колоски мелкие, собранные по 2—4 на короткой общей ножке, двухцветковые, верхний цветок развит, нижний — зачаточный.
Зерновка овальная или широкоэллиптическая, 1,7—3,5 мм длиной, заключена в блестящее зеленовато- или пепельно-серые цветковые чешуи. Вес 1000 семян 2—3,5 г.

## Географическое распространение и экология
В диком виде пайза распространена в Китае, Корее и Японии. В России встречается как сорняк на Дальнем Востоке.

Районы возделывания как продовольственной и кормовой культуры: Азия — Китай, п-ов Корея, Япония (культура айнов), Индия (в Гималаях до высоты свыше 2500 м), Цейлон; Южная Африка; Америка (США); Австралия.
В пределах России пайзу выращивают на зелёную массу и зерно, чаще на Дальнем Востоке.
В Российский Государственный реестр селекционных достижений, допущенных к использованию в 2021 году, включено 11 сортов Пайзы.

## Экология
Размножается семенами. Всхожесть семян сохраняется 8—10 лет. Всходы не выносят заморозков, появляются через 10—20 дней после посева в прогретую до 10—12 °C почву, в конце апреля — первой половине мая. В течение первого месяца всходы развиваются очень медленно, но затем наблюдается интенсивный прирост растений в высоту. Колошение и цветение в северных районах наступают в августе, на Северном Кавказе в конце июля — начале августа, созревание семян — в сентябре. Семена не осыпаются. Длина вегетационного периода 120—145 дней.
Влаголюбивое и теплолюбивое растение, отзывчивое на удобрение и орошение. Хорошо развивается на южных чернозёмах, на деградированных чернозёмах и подзолистых почвах.
Агротехнические условия возделывания пайзы те же, что и для других злаковых однолетних трав. Способ посева обычный рядовой. Норма высева семян около 25 кг/га, в поукосных посевах на зелёный корм — до 90, в смешанных посевах с соей — 20—30 при норме высева около 60 кг/га. На зелёный корм и муку растения скашивают в период вымётывания, на силос — на 1 неделю позже, на зерно — при побурении большей части метёлок. На зелёный корм пайзу лучше выращивать в смешанных посевах, продолжительность уборки поукосных посевов на зелёный корм 15—20 дней.

## Хозяйственное значение
Пайза — зерновое, кормовое и техническое растение.
Мелкое зерно даёт крупу типа пшена, являясь пищей бедняков в Азии. На Дальнем Востоке используется корейским населением как хлебное растение.
Зерно пригодно для получения спирта, на корм домашнему скоту (свиньям) и птице. В США как фуражное даёт 8 урожаев в год. Получают 400—600 ц/га зелёной массы, или 150 ц/га сена, или до 30 ц/га зерна.
Зелёная трава, сено и солома охотно поедается крупным рогатым скотом и лошадьми. Солома и зелёная трава прекрасно силосуются.
На территории СССР пайза появилась в конце XIX — начале XX вв. В СССР в послевоенные годы пайза как кормовое растение изучалась в культуре Белоруссии, на Украине, в Поволжье, на Северном Кавказе и в Средней Азии. Опытное выращивание показало, что растение даёт высокие урожаи зелёной массы, сена и семян, они были почти такие же, какие дают введённые в культуру суданская трава и сорго. Питательная ценность силоса и соломы выше по содержанию кормовых единиц и ниже по количеству перевариваемого белка по сравнению с просом и овсом. В 100 кг зелёной массы 12,5 к.ед. и 1,6 кг переваримого протеина, в сене соответственно 60,5 и 6,9, в зерне — 92,7 и 10,5.
На Дальнем Востоке пайза даёт два — четыре укоса за вегетационный период. Урожайность зелёной массы составляет 300—450 ц/га и более, зерна 5—15 ц/га.

## Таксономия
Echinochloa frumentacea Link Hortus Regius Botanicus Berolinensis 1: 204. 1827.

### Синонимы
К синонимике вида отнесены следующие названия (по данным The Plant List):
- Echinochloa colona var. frumentacea (Link) Ridl., 1925
- Echinochloa crus-galli var. edulis Hitchc. nom. illeg., 1920
- Echinochloa crus-galli var. edulis Honda, 1923
- Echinochloa crus-galli var. frumentacea (Link) W.F.Wright, 1909
- Echinochloa crusgalli  var. frumentacea  W.Wight
- Echinochloa glabrescens var. barbata  Kossenko, 1949
- Oplismenus frumentaceus (Link) Kunth, 1829
- Panicum crus-galli var. edule (Hitchc.) Thell ex de Lesd, 1934
- Panicum crus-galli var. edulis (Hitchc.) Makino & Nemoto, 1925
- Panicum crus-galli var. frumentacea (Link) Trimen, 1885
- Panicum crus-galli  var. frumentaceum (Roxb.) Trimen, 1885
- Panicum frumentaceum Roxb. nom. illeg., 1820